# فارغ التحصیلان
فارغ التحصیلان (ایتالیایی: I laureati) یک فیلم کمدی ایتالیایی به کارگردانی لئوناردو پیراچونی است که در سال ۱۹۹۵ منتشر شد.

## گزیدهٔ بازیگران
- لئوناردو پیراچونی
- ماسیمو چکرینی
- روکو پاپالئو
- جانمارکو تونیاتسی
- ماریا گراتسیا کوچینوتا
- توسکا داکوئینو
- آلساندرو هابر
- مانوئلا آرکوری